# Maison Iris de Lischbloem
La maison Iris de Lischbloem (en néerlandais : Huis Iris de Lischbloem) est un immeuble réalisé par T. Van den Bossche en 1898 dans le style Art nouveau à Anvers en Belgique (région flamande).

## Histoire
Cet immeuble était la maison personnelle de l’ingénieur des ponts et chaussées T. Van den Bossche, qui fournit lui-même les plans. Construite en 1898, la maison Iris de Lischbloem compte parmi les toutes premières réalisations de style Art nouveau à Anvers. Lischbloem est la graphie ancienne de lisbloem signifiant iris en français.
La maison est classée et reprise sur la liste des monuments historiques de Berchem depuis le 11 avril 1984.

## Situation
Cette maison se situe au no 44 de Cogels-Osylei, une artère résidentielle du quartier de Zurenborg à Berchem au sud-est d'Anvers comptant de nombreuses autres réalisations de style Art nouveau comme la Huize Zonnebloem au no 50. L'immeuble se trouve entre la Villa De Waterlelies au no 42 et la maison De Roos au no 46.

## Description
La maison compte deux travées et trois niveaux (deux étages). La travée de gauche est la plus étroite. Elle est bâtie en brique jaune avec deux bandeaux de pierre et un soubassement en pierre bleue. Toutes les baies vitrées sont rectangulaires et divisées en carreaux par des petits bois. 
La façade possède trois oriels de dimensions différentes. Celui du rez-de-chaussée est le plus volumineux. Avec celui du premier étage, ils sont de base trapézoïdale alors que celui du second étage, plus petit, a une base triangulaire. 
La porte d'entrée en chêne comporte des sculptures d'iris ainsi qu'une boîte aux lettres et une poignée aux formes propres au style Art nouveau. La porte est surmontée d'un auvent soutenu par des entrelacs de fers forgés plats. Au dessus de l'auvent, se trouve un panneau en céramiques reprenant le nom de la maison. Trois autres plaques de céramiques occupent la partie inférieure de l'oriel du premier étage et une dernière se loge sous la terrasse du dernier étage. Elles représentent plusieurs fleurs d'iris.
La façade se termine par un pignon à angle aigu dont la partie inférieure gauche est coupée net pour laisser la place à une terrasse sous verrière de teinte jaune. Deux petits hiboux sculptés dans la pierre occupent les parties latérales de la terrasse. Un iris en fer forgé domine le pignon.

## Galerie

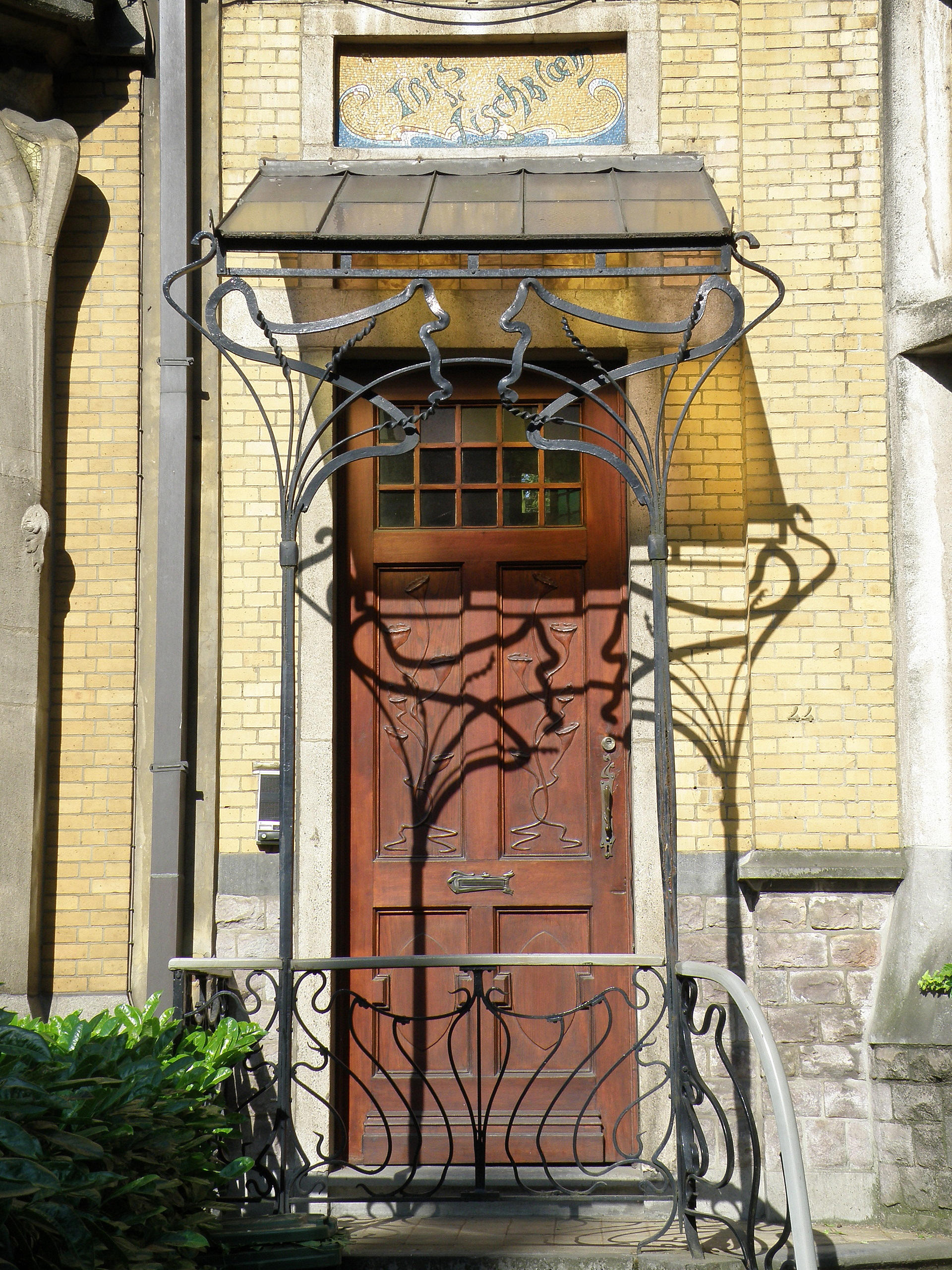
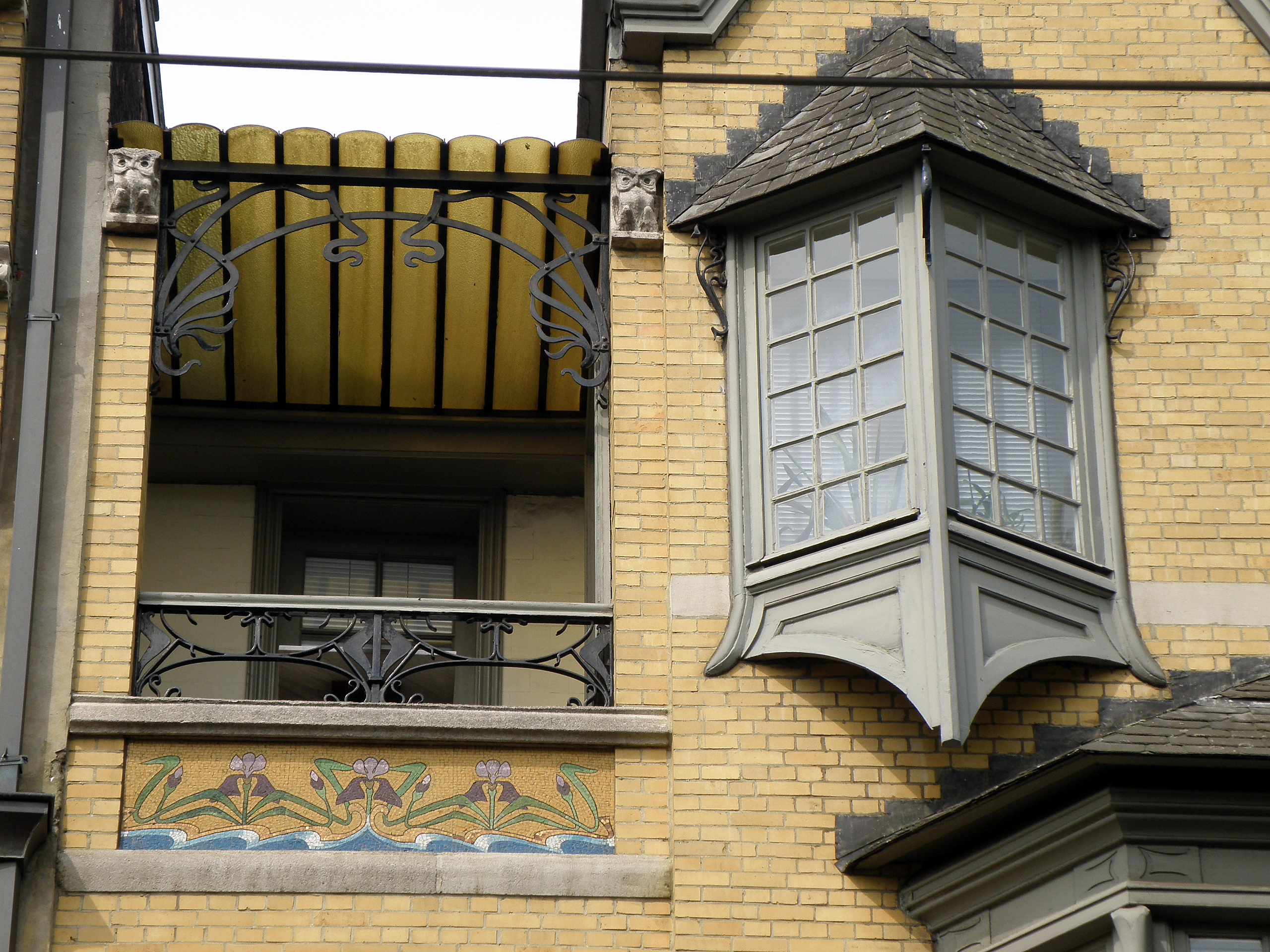
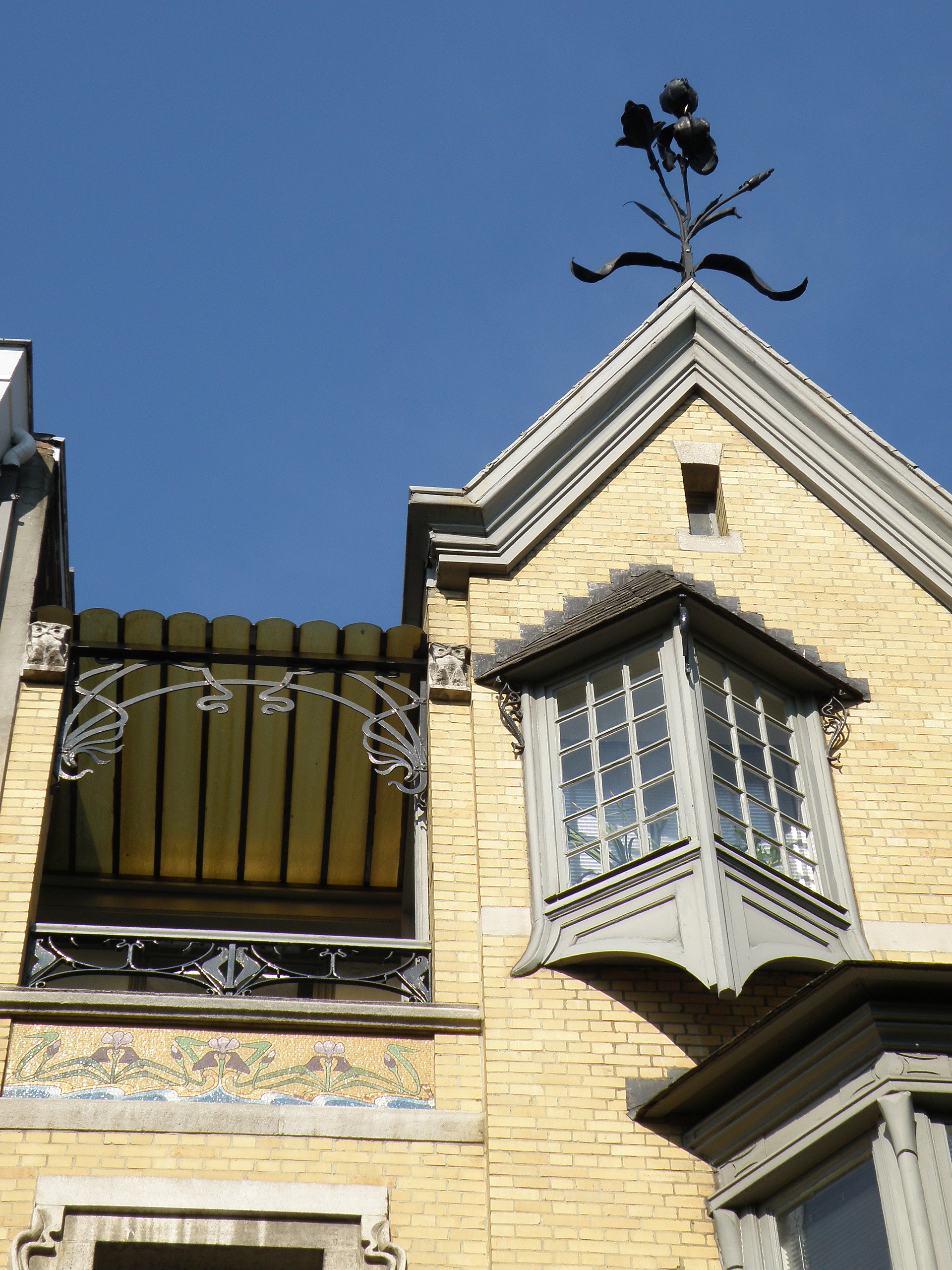

## Source
- (nl) https://inventaris.onroerenderfgoed.be/erfgoedobjecten/11097